# Orchestre National de Jazz
L'Orchestre National de Jazz è stato creata dal Ministero della Cultura francese nel 1986. In più di tre decenni, questa istituzione ha svolto un ruolo importante nella legittimazione istituzionale e culturale del jazz, in particolare nell'offrire un vasto panorama della creazione francese. L'Orchestra ha visto succedersi 12 direttori musicali e artistici successivi, ha accolto più di 200 solisti e ha invitato numerosi artisti internazionali, ha registrato 33 album. L'Orchestre National de Jazz ha ricevuto molti premi tra cui Victoires du Jazz nel 2009 e nel 2020 ed è stata nominata per un Grammy Award nel 2012 per l'album Shut Up And Dance composto da John Hollenbeck.

## I membri

### ONJ François Jeanneau - 1986
- François Jeanneau – sassofoni soprano e tenore, direzione musicale
- Éric Barret, Jean-Louis Chautemps, Richard Foy, Pierre-Olivier Govin, Bruno Rousselet – sassofoni, clarinetti, flauti, fagotto
- François Chassagnite, Michel Delakian, Christian Martinez, Éric Mula – tromba, flicorno
- Jean-Louis Damant, Denis Leloup, Yves Robert – trombone
- Didier Havet – tuba
- Andy Emler – tastiere, sintetizzatori
- Denis Badault – pianoforte, sintetizzatori
- François Verly – vibrafono, marimba, percussioni
- Marc Ducret – chitarra elettrica
- Michel Benita – contrabbasso, basso elettrico
- Aaron Scott – batteria

### ONJ Antoine Hervé - dal 1987 al 1989
- Antoine Hervé – piano, musical direction
- Francis Bourrec, Gilbert Dall'anese, Laurent Dehors, Pierre-Olivier Govin, Alain Hatot, Jean-Pierre Solves –sassofoni
- Michel Delakian, Antoine Illouz, Christian Martinez, Philippe Slominski – tromba, flicorno
- Jacques Bolognesi, Bernard Camoin, Glenn Ferris, Denis Leloup, Gilles Salommez – trombone
- Patrice Petitdidier – corno francese
- Didier Havet – tuba
- Philippe Guez – tastiere
- Pierre-Michel Balthazar, François Verly – percussioni
- Nguyên Lê – chitarra elettrica
- Jean-Marc Jafet, Étienne M'Bappé, François Moutin – contrabbasso, basso elettrico
- André Ceccarelli, Mokhtar Samba – batteria

### ONJ Claude Barthélemy - dal 1989 al 1991
- Claude Barthélemy – chitarra elettrica, direzione musicale
- Michael Riessler, Bobby Rangell – sassofoni
- Jean-François Canape, Patrick Fabert – tromba, flicorno
- Yves Favre, Luca Bonvini – trombone
- Michel Godard – tuba
- Jean-Louis Matinier – fisarmonica
- Mico Nissim – pianoforte
- Serge Lazarevitch, Gérard Pansanel – chitarra elettrica
- Renaud Garcia-Fons, Jean-Luc Ponthieux – contrabbasso, basso elettrico
- Manuel Denizet, Christian Lété – batteria

### ONJ Denis Badault - dal 1991 al 1994
- Denis Badault – pianoforte, direzione musicale
- Élise Caron – voce, flauto
- Rémi Biet, Laurent Blumenthal, Philippe Sellam, Simon Spang-Hanssen – sassofoni
- Claude Égéa, Claus Stötter – tromba, flicorno
- Jean-Louis Pommier, Geoffroy de Masure – trombone
- Didier Havet – tuba
- Nedim Nalbantoglu – violino
- Laurent Hoevenaers – violoncello
- Xavier Desandre Navarre – percussioni
- Lionel Benhamou – chitarra elettrica
- Heiri Kaenzig, Bob Harrison – contrabbasso, basso elettrico
- François Laizeau – batteria

### ONJ Laurent Cugny - dal 1994 al 1997
- Laurent Cugny – tastiere, direzione musicale
- Denis Barbier – flauto
- Stefano Di Battista, Boris Blanchet, Pierre-Olivier Govin, Stéphane Guillaume – sassofoni
- Claude Égéa, Serge Plume, Claus Stötter, Pierre Drevet, Flavio Boltro– tromba, flicorno
- Bernard François, Jacques Peillon – corno francese
- Phil Abraham– trombone
- Philippe Legris, Christian Laisné – tuba
- Benoît de Mesmay – tastiere
- Lionel Benhamou, Frédéric Favarel – chitarra elettrica
- Frédéric Monino – basso elettrico
- Stéphane Huchard – batteria

### ONJ Didier Levallet - dal 1997 al 2000
- Didier Levallet – contrabbasso, direzione musicale
- Chris Biscoe, Frédéric Couderc, Jean-Rémy Guédon, Richard Foy – sassofoni, clarinetti
- Harry Beckett, Michel Feugère, Nicolas Folmer – tromba, flicorno
- Lionel Surin – corno francese
- Phil Abraham, Yves Robert – trombone
- Vincent Courtois, Alain Grange – violoncello
- Serge Lazarevitch – chitarra elettrica
- Sophia Domancich – pianoforte
- François Laizeau, Ramón López – batteria

### ONJ Paolo Damiani - dal 2000 al 2002
- Paolo Damiani – violoncello, direzione musicale
- François Jeanneau - sassofono soprano, flauto, codirezione musicale
- Javier Girotto, Christophe Monniot, Thomas de Pourquery, Jean-Marc Larché – sassofoni
- Médéric Collignon, Alain Vankenhove – tromba pocket, tromba, flicorno
- Gianluca Petrella, Guéorgui Kornazov – trombone
- Didier Havet – tuba, sousafono
- Régis Huby – violino
- Olivier Benoit, Manu Codjia – chitarra elettrica
- Paul Rogers – contrabbasso
- Christophe Marguet – batteria
- Laure Donnat – canto

### ONJ Claude Barthélemy - dal 2002 al 2005
- Claude Barthélemy – chitarra elettrica, oud, direzione musicale
- Philippe Lemoine, Vincent Mascart – sassofoni
- Médéric Collignon, Geoffroy Tamisier – tromba pocket, tromba, flicorno
- Sébastien Llado, Jean-Louis Pommier, Pascal Benech – trombone, trombone basso
- Didier Ithursarry – fisarmonica
- Vincent Limouzin – vibrafono, marimba
- Alexis Thérain – chitarra elettrica
- Nicolas Mahieux, Olivier Lété – contrabbasso, basso elettrico
- Jean-Luc Landsweerdt – batteria

### ONJ Franck Tortiller - dal 2005 al 2008
- Franck Tortiller – vibrafono, direzione musicale
- Éric Séva – sassofoni
- Jean Gobinet – tromba, bugle
- Jean-Louis Pommier – trombone
- Michel Marre – tuba
- Vincent Limouzin – vibrafono, marimba
- Yves Torchinsky – contrabbasso
- Patrice Héral – batteria, canto

Programma Close to Heaven:
- David Pouradier-Duteil –batteria

- Xavier Garcia – sampling, musica elettronica

Programma sentimentale 3/4 :
- Herbert Joos – tromba, bugle
- Bruno Wilhelm – sassofoni
- Éric Bijon – fisarmonica

Programma Électrique:
- Joël Chausse – tromba, bugle
- Claude Gomez – sampling, musica elettronica

### ONJ Daniel Yvinec - dal 2009 al 2013
- Daniel Yvinec – direzione artistica
- Joce Mienniel – flauti, musica elettronica
- Antonin-Tri Hoang , Matthieu Metzger, Rémi Dumoulin– sassofoni, clarinetti
- Guillaume Poncelet, Sylvain Bardiau – tromba, flicorno
- Vincent Lafont – tastiere, musica elettronica
- Ève Risser – pianoforte, pianoforte preparato, flauto
- Pierre Perchaud – chitarra elettrica
- Sylvain Daniel – basso elettrico
- Yoann Serra – batteria

### ONJ Olivier Benoit, dal 2014 al 2017
- Olivier Benoit – chitarra elettrica, direzione artistica
- Jean Dousteyssier – clarinetto
- Alexandra Grimal, Hugues Mayot, Robin Fincker, Christophe Monniot – sassofoni
- Fidel Fourneyron – trombone
- Fabrice Martinez – tromba, flicorno
- Théo Ceccaldi – violino, viola
- Sophie Agnel – piano, pianoforte preparato
- Paul Brousseau – tastiere
- Bruno Chevillon, Sylvain Daniel – contrabbasso, basso elettrico
- Éric Échampard – batteria

### ONJ Frédéric Maurin - dal 2019 al 2024
- Frédéric Maurin – direzione artistica

Programma Dancing in Your Head(s) (2019)
Orchestrazione di Fred Pallem
- Jean-Michel Couchet, Anna-Lena Schnabel, Julien Soro, Fabien Debellefontaine – sassofoni, clarinetti, flauti
- Fabien Norbert, Susana Santos Silva – tromba, flicorno
- Mathilde Fèvre – corno francese
- Daniel Zimmermann, Judith Wekstein – trombone, trombone basso
- Bruno Ruder – tastiere
- Pierre Durand – chitarra elettrica
- Frédéric Maurin – chitarra elettrica, direzione
- Sylvain Daniel – basso elettrico
- Rafaël Koerner – batteria
- Tim Berne (guest) – sassofono contralto

Programma rituali (2019)
Composizioni Ellinoa, Sylvaine Hélary, Leïla Martial, Grégoire Letouvet, Frédéric Maurin
- Ellinoa, Leïla Martial, Linda Oláh, Romain Dayez – voci
- Catherine Delaunay – clarinetto, corno di bassetto
- Julien Soro, Fabien Debellefontaine – sassofoni, clarinetti, flauti
- Fabien Norbert, Susana Santos Silva – tromba, flicorno
- Christiane Bopp – trombone
- Didier Havet – tuba
- Elsa Moatti, Guillaume Roy – violino, viola
- Juliette Serrad – violoncello
- Bruno Ruder – pianoforte
- Stéphan Caracci – vibrafono, marimba, glockenspiel
- Raphaël Schwab – contrabbasso
- Rafaël Koerner – batteria
- Frédéric Maurin – direzione

Spettacolo per il pubblico giovane di Dracula (2019)
Testi: Estelle Meyer, Milena Csergo, Julie Bertin, Romain Maron
Composizione: Grégoire Letouvet, Frédéric Maurin
Messa in scena: Julie Bertin / collaborazione artistica: Yan Tassin
- Estelle Meyer, Milena Csergo, Manika Auxire, Camille Constantin, Pauline Deshons – attrici
- Fanny Ménégoz – flauto
- Julien Soro, Fabien Debellefontaine, Guillaume Christophel – sassofoni, clarinetti, flauti
- Quentin Ghomari – tromba, flicorno
- Mathilde Fèvre – corno francese
- Christiane Bopp – trombone
- Christelle Séry – chitarra elettrica
- Raphaël Schwab – contrabbasso
- Rafaël Koerner – batteria

Programma  Ex Machina (2022)
Composizione – Steve Lehman, Frédéric Maurin
- Fanny Ménégoz – flauto
- Catherine Delaunay – clarinetto, corno di bassetto
- Steve Lehman – sassofono contralto, musica elettronica
- Julien Soro – sassofono tenore, clarinetto
- Fabien Debellefontaine – sassofono baritono, clarinetto, flauto
- Fabien Norbert – tromba, flicorno
- Jonathan Finlayson – tromba
- Daniel Zimmermann – trombone
- Christiane Bopp – trombone
- Fanny Meteier – tuba
- Bruno Ruder – pianoforte
- Chris Dingman – vibrafono
- Stéphan Caracci – vibrafono, marimba, glockenspiel
- Sarah Murcia – contrabbasso
- Rafaël Koerner – batteria
- Jérôme Nika – creazione elettronica generativa e collaborazione artistica
- Dionysios Papanikolaou – IRCAM - musica electronics

## Discografia
- 1986: Orchestre National de Jazz 86 (Label Bleu)
- 1987: ONJ 87 (Label Bleu)
- 1989: ONJ 88-89 African Dream (Label Bleu)
- 1990: Claire (Label Bleu)
- 1991: Jack-Line (Label Bleu)
- 1992: À plus tard (Label Bleu)
- 1993: Monk Mingus Ellington (Label Bleu)
- 1994: Bouquet final (Label Bleu)
- 1996: In Tempo (Verve)
- 1996: Reminiscing (Verve)
- 1997: Merci, merci, merci (Verve)
- 1998: ONJ Express (Evidence)
- 1999: Séquences (Evidence)
- 2000: Deep Feelings (Evidence)
- 2002: Charmediterranéen (ECM Records)
- 2003: Admirabelamour (Label Bleu)
- 2004: La fête de l'eau (Le Chant du Monde)
- 2004: L'ONJ traverse le Canada, DVD (Frémeaux & Associés)
- 2005: Close to Heaven (Le Chant du Monde)
- 2007: Électrique (Le Chant du Monde)
- 2009: Around Robert Wyatt (Bee Jazz)
- 2010: Shut Up And Dance (Bee Jazz)
- 2012: Piazzolla! (JazzVillage)
- 2014: The Party (JazzVillage)
- 2014: Europa Paris (ONJ Records)
- 2015: Europa Berlin (ONJ Records)
- 2016: Europa Rome (ONJ Records)
- 2017: Europa Oslo (ONJ Records)
- 2018: Orchestre National de Jazz, Concerto per il trentesimo anniversario (ONJ Records)
- 2020: Dancing in Your Head(s) (ONJ Records)
- 2020: Rituels (ONJ Records)
- 2021: Dracula Adèle Maury and Orchestre National de Jazz (ONJ Records)
- 2023: Ex Machina Steve Lehman and Orchestre National de Jazz (ONJ Records - Pi Recordings)